# Schock (Band)
Schock ist eine deutsche Musikgruppe, die nach dem Frontmann Michael Schock benannt ist. Musikalisch lässt sich die Formation dem Alternative Rock und der Neuen Deutschen Härte zuschreiben.

## Geschichte

### Gründung
Die Musikgruppe Schock wurde 1999 in Thüringen gegründet und bestand aus ehemaligen Mitgliedern der Bands Morningrise, Burning Paradise, Tatmotiv Angst und Ravendark. Noch unter dem Namen Morningrise wurde eine Promo-EP mit dem Namen Traumwelt Leben im Studio von Lutz Demmler (ASP, Lahannya, Umbra et Imago) aufgenommen, um bei Labels und Veranstaltern Aufmerksamkeit zu erregen. Auf der EP befanden sich unter anderem auch Versionen einiger Songs des Debütalbums Erwacht.
Von 2013 bis 2020 pausierte Michael Schock. 2013 gründete er mit Lars Buchenau das gemeinsame Bandprojekt „Kimkoi“, welches anfangs vor allem akustische Neuinterpretationen von Schocksongs spielte und inzwischen mit bis zu sieben Musikern unterwegs ist.
Im Februar 2021 wurde eine Kampagne zum Jubiläum des ersten Albums Erwacht gestartet. Außerdem stieg der ehemalige Schlagzeuger Mirko Ertmer wieder in die Band ein.

Michael Schock

### Erwacht
Anfang des Jahres 2000 wurde mit dem Label „Zeitbombe“ ein geeigneter Partner gefunden, um nun unter dem Namen Schock ins Studio zu gehen (der Name Schock stammt von dem Gründungsmitglied und noch heutigen Frontmann Michael Schock).
Schnell wurde mit Ralph Quick (Die Happy, H-Blockx) ein erfahrener Produzent gefunden. In 6 Wochen wurde das Album Erwacht in den Prinzipal Studios eingespielt und gemischt.
Anfang 2001 wurde Erwacht veröffentlicht und der Song Von dir als Single ausgekoppelt. Auftritte und Touren als Vorgruppe von Gruppen wie In Extremo und The Inchtabokatables folgten, ebenso Auftritte auf Festivals wie dem Wave-Gotik-Treffen (2001) und dem M’era Luna Festival. Im Jahr 2001 wurde Schock von Lesern des Musikmagazins Orkus zum Newcomer des Jahres gewählt. In den Jahren 2001/2002 wurden insgesamt über 170 Konzerte in Deutschland, Österreich und der Schweiz gespielt.

### Glamour
2003 folgte das nächste Album Glamour, von dem die Single Tanz! ausgekoppelt wurde. Produziert und aufgenommen wurde die CD von Roger Grüninger. Glamour konnte nicht an den Erfolg des Debüts anknüpfen. Gründe hierfür waren laut Bandaussagen in Interviews der erhöhte Druck des damaligen Labels, Vermarktungs- und Promotionpannen sowie Uneinigkeit über die musikalische Ausrichtung und Weiterentwicklung.
Kurz nach der Veröffentlichung von Glamour verließen die Gründungsmitglieder Tobias Kirchner, Vladislav Schröder und Silvio Buch aufgrund von privaten Gründen die Band. Schnell wurde mit Lars Buchenau und Matthias Fahrig Ersatz gefunden, welcher schon seit dem Jahr 2002 auf diversen Touren und Auftritten an der Gitarre aushalf. Auf einen festen Keyboarder wurde zukünftig verzichtet.
Nach einer positiven Konzertsaison 2003 kam der erste Tiefpunkt der Bandgeschichte. Im Jahr 2004 verließ Hauptsongschreiber und Schlagzeuger Tobias „Hello“ Helbich die Band. Helbich und Kirchner, die bis dato musikalischen Adern, waren mit der Entwicklung der Band nicht mehr zufrieden und wollten sich mehr privaten Interessen widmen.
Im restlichen Jahr 2004/2005 fand man mit Marco Wenzel am Schlagzeug Ersatz, um die anstehenden Konzerte bestreiten zu können. Im Jahr 2005 wurde er von Matthias Keil abgelöst.

### Halt still
Schnell wurde beschlossen, noch im selben Jahr ins Studio zu gehen, um das dritte Album aufzunehmen. Das hieß, dass in kürzester Zeit 16 Songs komplett neu geschrieben, umarrangiert und soweit vorbereitet wurden, um mit möglichst guter Vorbereitung ins Studio zu gehen. Als Produzenten wählte man abermals Tobias Helbich.
Die Stimmung innerhalb der Band wurde während dieser als sehr entspannt beschrieben, da man sich keine zeitlichen Grenzen setzte, experimentieren konnte und die volle kreative Kontrolle besaß. Somit dauerte der gesamte Aufnahmeprozess sechs Wochen.
Stilistisch unterscheidet sich das Album stark von seinen Vorgängern, da erstmals bis auf wenige dezente Klangfarben komplett auf Synthesizer verzichtet wurde und die Gitarrenarbeit im Vordergrund steht.
Textlich bewegt sich Halt still entweder in Ich-Erzählungen, erlebten Geschehnissen und fiktiven Ereignissen. Der Zuhörer wird meist im Dunkeln darüber gelassen und soll sich ein eigenes Urteil darüber bilden, um sich noch intensiver mit den Inhalten zu beschäftigen. 

Schock beim Wave Gotik Treffen 2009

Im Juni 2008 wurde das Album Halt still im Eigenvertrieb veröffentlicht. Es folgten Auftritte auf mehreren großen Festivals in Deutschland und der Schweiz (u. a. WGT, Hexentanz), Konzerte u. a. mit Lacrimas Profundere, Letzte Instanz, Mono Inc.,  Equlibrium sowie 2 Clubtourneen.

## Diskografie

### Alben
- 2001: Erwacht (Zeitbombe)
- 2003: Glamour (Zeitbombe)
- 2008: Halt Still (Warner Bros. Records)
- 2011: Kosmos (Schönklang)

### EPs
- 2012: Apocalypse Now (Eigenveröffentlichung)
- 2021: Schock Live

### Singles
- 2001: Von Dir (Zeitbombe)
- 2003: Tanz (Zeitbombe)
- 2010: Babylon
- 2022: Exit